# أبو المجد الأصفهاني
محمد رضا بن محمد حسين بن محمد تقي الأصفهاني النجفي اشتهر بلقب أبو المجد الأصفهاني (27 يوليو 1861 - 30 يناير 1943) (20 محرم 1278 - 24 محرم 1362 هـ) فقيه جعفري وكاتب وشاعر عراقي - إيراني. ولد في مدينة النجف. تلقى العلوم العربية والدراسات الإسلامية في الحوزات العلمية، كما درس الرياضيات. عمل في مجال التدريس. توفي في مدينة أصفهان مسقط رأس أجداده ودفن بمقبرة تخت فولاد. له ديوان بالعربية وعدد من المؤلفات منها رسالة أمجدية 1962 وتنبيهات دليل الانسداد في أصول الفقه، وذخائر المجتهدين في شرح كتاب معالم الدين في الفقه، ونقد فلسفة داروين وغيرها.

## سيرته
ولد محمد-رضا بن محمد-حسين بن محمد-تقي الأصفهاني في النجف بولاية بغداد العثمانية في 20 محرم 1278 / 27 يوليو 1861 ونشأ بها. تعلم القراءة والكتابة فيها وفي التاسعة من عمره ذهب به أبوه إلى أصفهان ولكنّه عاد إلى النجف واشتغل بقراءة الفصول وتفسير البيضاوي وتفسير الكشاف عند والده وقرأ النحو ومعالم الأصول والروضة على إبراهيم القزويني وفتح الله الإصفهاني. ثم حضر دروس كاظم اليزدي ومحمد كاظم الخراساني ومحمد الفشاركي وتعلم العلوم الرياضية من حبيب الله العراقي وأخذ علوم الحديث من ثقة الإسلام النوري ومرتضى الكشميري. 

تخرّج له في الأدب والشعر على جعفر الحلي وساجل كبار شعراء العراق حتى برع في الشعر العربي ونظم فيه فأجاد. 

هاجر إلى أصفهان في 1914 وفي 1924 إلى قم وبقي بها مدرّسًا نحو سنة.

توفي بمدينة أصفهان في مملكة إيران البهلوية يوم 24 محرم 1362/ 30 يناير 1943 ودفن بمقبرة تخت فولاد في مقبرة جدة محمد تقي.

## شعره
عالج أبو المجد في شعره أغراضًا كثيرة ولكن أشعاره الإخوانية أكثر من غيرها. مع ترعرعه في أصفهان وإتقانه الفارسية لم يقل الشعر الفارسي إلا أبياتًا معدودة لا تتجاوز العشرة. لقد ابتدع أبو المجد نوعًا من الأشعار وهو مشاركته في نظم القصيدة شاعراً آخر لا يوجد عند الشعراء الإيرانيين بالعربية. 

ذكره عبد العزيز البابطين في معجمه وقال «شاعر وجداني غزل. يتجه في غزله إلى الحسية والمصارحة، وكتب المراسلات والمطارحات الشعرية الإخوانية، وله شعر في المدح، إلى جانب شعر له في شكوى الزمن، وكتب في المناسبات والتهاني. يبدأ قصائده غالبًا بالغزل ملتمسًا في ذلك خُطا أسلافه. تتسم لغته بالطواعية، وخياله بالحيوية والنشاط. نفسه الشعري متوسط الطول. التزم النهج الخليلي إطارًا لبناء قصائده مع استثماره لبنية التضمين الشعري.» 

## مؤلفاته
- رسالة أمجدية 1962،
- تنبيهات دليل الانسداد في أصول الفقه
- ذخائر المجتهدين في شرح كتاب معالم الدين في الفقه
- نقد فلسفة داروين
- الإجازة الشاملة للسيدة الفاطمة، إجازة حديثية كتبها لأمينة الأصفهانية
- أداء المفروض في شرح أرجوزة العروض
- تصانيف الشيعية، خرجت منه أجزاء قليلة
- حاشية روضات الجنات
- گوهر گرانبها در ردِّ عبد البهاء، بالفارسية
- تنبيهات دليل الانسداد
- سمط اللآل في الوضع والاستعمال
- السيف الصنيع لرقاب منكري علم البديع
- وقاية الإذهان

## وصلات خارجية
- صوره من الموقع «وارثون»